# Zetor 5211/5245

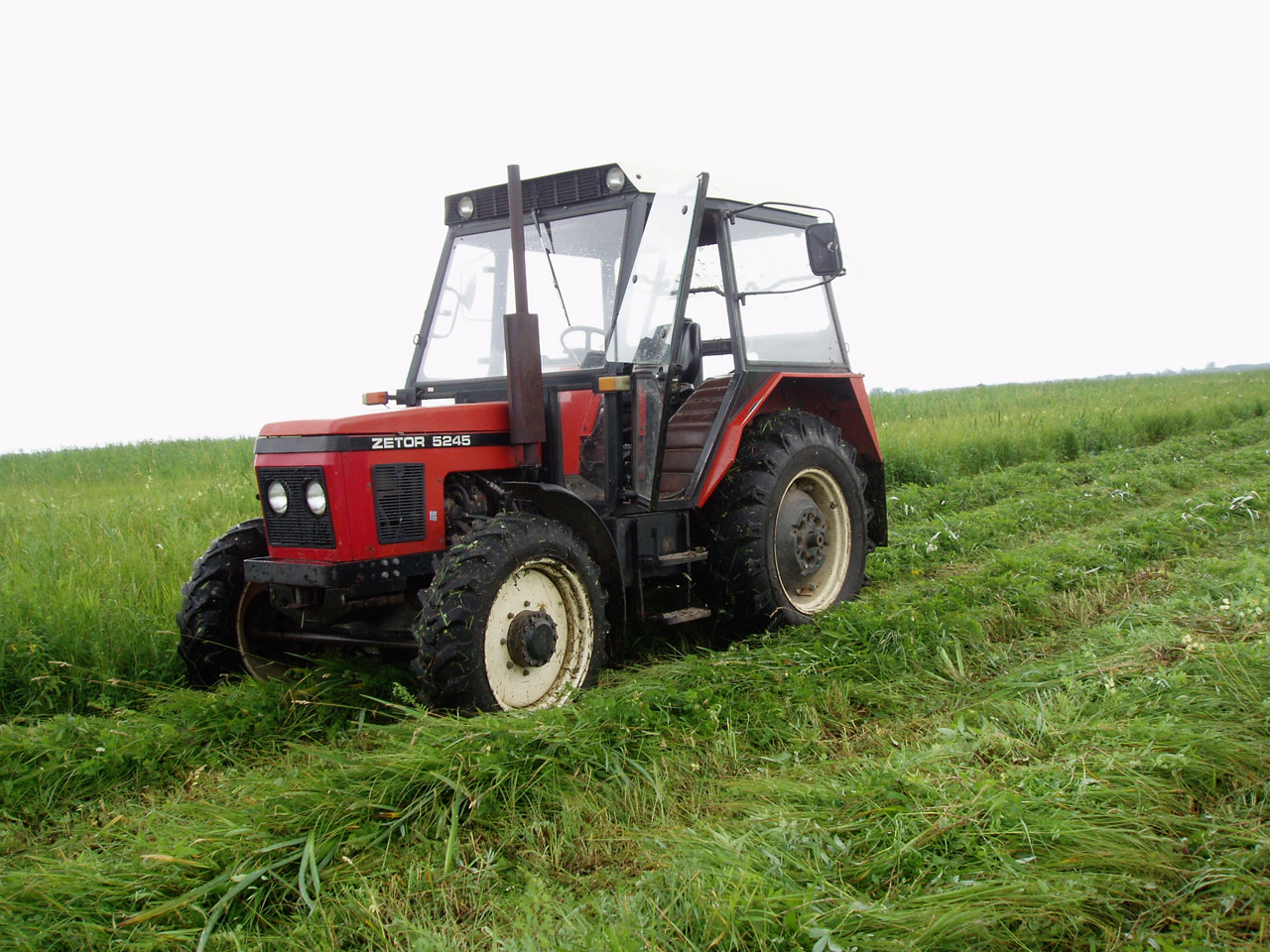
Zetor 5245

Zetor 5211 / 5245 – czeski ciągnik rolniczy produkowany w latach 1984 – 1992 z serii UR I.

## Dane techniczne

### Silnik
- Model Z 5201
- Typ wolnossący
- System chłodzenia chłodzony cieczą
- Liczba cylindrów 3
- Pojemność (cm³) 2696,5
- Moc znamionowa [kW] / [KM] 33,1/45
- Znamionowa prędkość obrotowa (obr./min) 2200
- Max. moment obrotowy 160,83 Nm (1500 obr./min)
- Zapas momentu obrotowego 12%
- Stopień sprężania 17

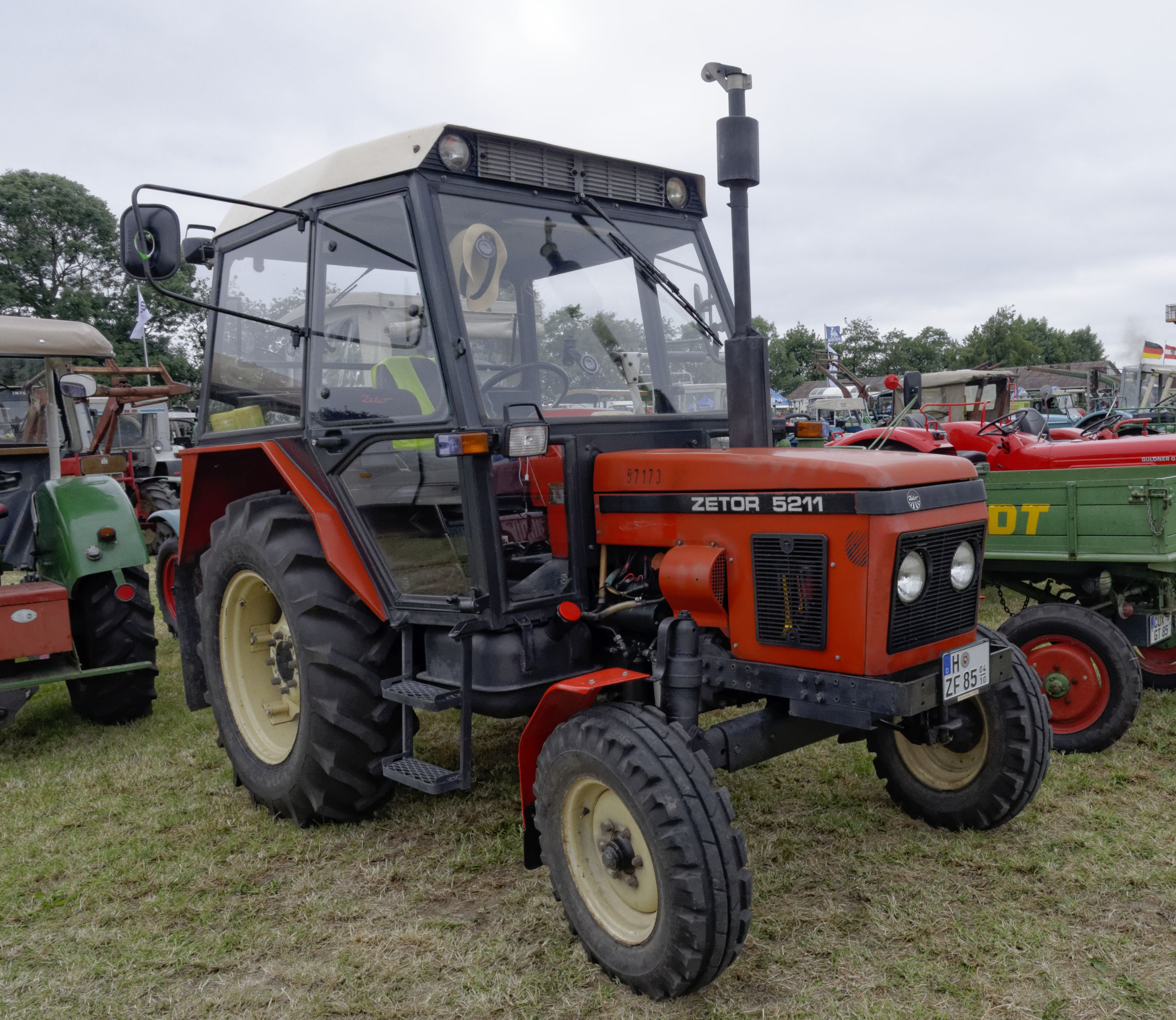
Zetor 5211

- Zetor 5211Jednostkowe zużycie paliwa 251 g/kWh
- Średnica cylindra / skok tłoka (mm) 102x110
- Alternator 14V/55A, Akumulator 12V 150Ah

### Sprzęgło
- Dwustopniowe z oddzielnym sterowaniem sprzęgła WOM
- Sprzęgło jezdne sterowane hydraulicznie

### Skrzynia biegów
- Liczba biegów przód/tył 10/2, opcjonalnie 20/4 ze wzmacniaczem momentu i 10/10
- Opcjonalnie synchronizacja 4 i 5 biegu
- Max. prędkość(km/h) 25 (opcjonalnie 30)

### Wał odbioru mocy
- Zależny i niezależny
- Prędkość (obr./min) 540, opcjonalnie 540/1000
- Przedni WOM (obr./min) (opcja): 1000
- sprzęgło suche jednotarczowe sterowane ręcznie, opcjonalnie wspomagane pneumatycznie

### Przedni most napędowy (model 5245)
- most napędowy lekki jugosłowiańskiej firmy SOKO Mostar[1]

### Hamulce
- Hydrauliczne, bębnowe
- Inst. ster. hamulcami przyczep pneumatyczne lub hydrauliczne

### Układ kierowniczy
- Serwomechanizm,

Układ hydrauliczny
- Zetormatic, mechaniczny, regulacja siłowa, pozycyjna i mieszana
- TUZ kategorii II
- Siła podnoszenia (kN) 17,5
- Wydatek pompy (l / min.) 32
- Ciśnienie nominalne (MPa) 16

Kabina bezpieczna
- BK 6011 opcjonalnie UBK 7011
- Poziom hałasu 85 dB(A)

Ogumienie
- Przód 9,5-24
- Tył 14,9-28

Wymiary (mm)
- Wysokość (do końcówki tłumika) 2703
- Szerokość 1850 mm
- Rozstaw osi 2140
- Prześwit 320
- Długość(z elementami TUZ) 3630
- Masa ciągnika gotowego do pracy z kabiną bez obciążników (2WD) - 3185, (4WD) -  3500 kg

Pojemności (l)
- Silnik 9
- Skrzynia przekładniowa oraz tylny most 27
- Zwolnice 2x1,9
- Przednia oś napędzana 4,3
- Zwolnice przedniej osi napędzanej 2x0,25
- Układ kierowniczy 1,6
- Serwomechanizm 4,6
- Chłodnica 10,5
- Zbiornik paliwa 55,4 (opcjonalnie 70)

Inne opcje
- Przedni TUZ
- Przedni WOM
- Radio
- Przednie i tylne obciążniki
- Inne kombinacje ogumienia
- Siedzenie pasażera